# Сесіль Ґольде
Сесі́ль Ґольде́ (15 березня 1914 , По  — 27 жовтня 2019 , Жуенвіль-ле-Пон ) — французька політична діячка та лікарка; сенаторка від Парижу з  1979 до 1986 року й муніципальна радниця Флері-ан-Б'єру у 1965–1981 роках. Представниця Соціалістичної партії. 

## Життєпис
Вивчала гінекологію. Наприкінці навчання 1941 року Ґольде познайомилася з Алексісом Каррелем і долучилася до очолюваного ним Французького фонду з вивчення проблем людини (фр. Fondation française pour l'étude des problèmes humains). Пережила ув'язнення в концентраційному таборі Равенсбрюк.
1960 року брала участь у створенні Французького руху за планування сім'ї (фр. Mouvement français pour le planning familial). Приєдналася до Жіночого демократичного руху (фр. Mouvement Démocratique Féminin) у 1962 році. Сесіль Ґольде була вперше обрана на політичну посаду в 1965 році як муніципальна радниця у Флері-ан-Б'єр. Вона також балотувалася в 1967 і 1971 роках на паризьких муніципальних виборах як кандидатка від Соціалістичної партії, але обидва рази зазнала поразки. 1970 року вона стала скарбничою Асоціації з вивчення абортів (фр. Association pour l'étude de l'avortement).
Вона приєдналася до Центру соціалістичних досліджень, розвідок та освіти, руху Жана-П'єра Шевенмана. З 1975 по 1977 рік була членкинею керівного комітету Соціалістичної партії. 1977 року їй було відмовлено у висуненні кандидатури на посаду сенаторки. Сесіль Ґольде усе ж стала сенаторкою від Парижу у 1979 році, змінивши на цій посаді Жоржа Даяна. У Сенаті вона входила до Комітету з соціальних питань, була віцепрезиденткою фракції соціалістів і секретаркою Сенату. 
У 1982 році пішла з гінекології.1990 року вона підписала звернення 75-х проти війни в Перській затоці.  

## Родина
Сесіль Ґольде є матір'ю Елен Ґольде, яка була войовничою троцькісткою, Люсіль Ґольде, яка загинула в ДТП, і П'єра Ґольде.

## Електоральна історія

### Сенаторський мандат
- 29 травня 1979–1 жовтня 1986: сенаторка від Парижу.

### Муніципальний мандат
- 1965–1981: муніципальна радниця Флері-ан-Б'єр.